# الحرب الروسية السويدية (1656-1658)

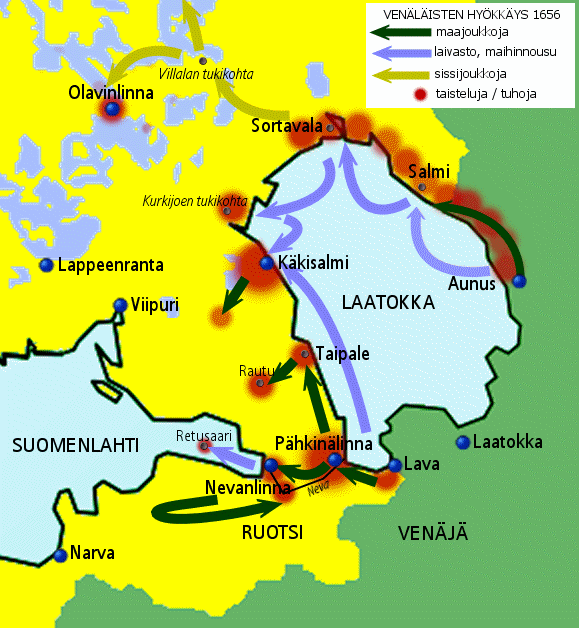

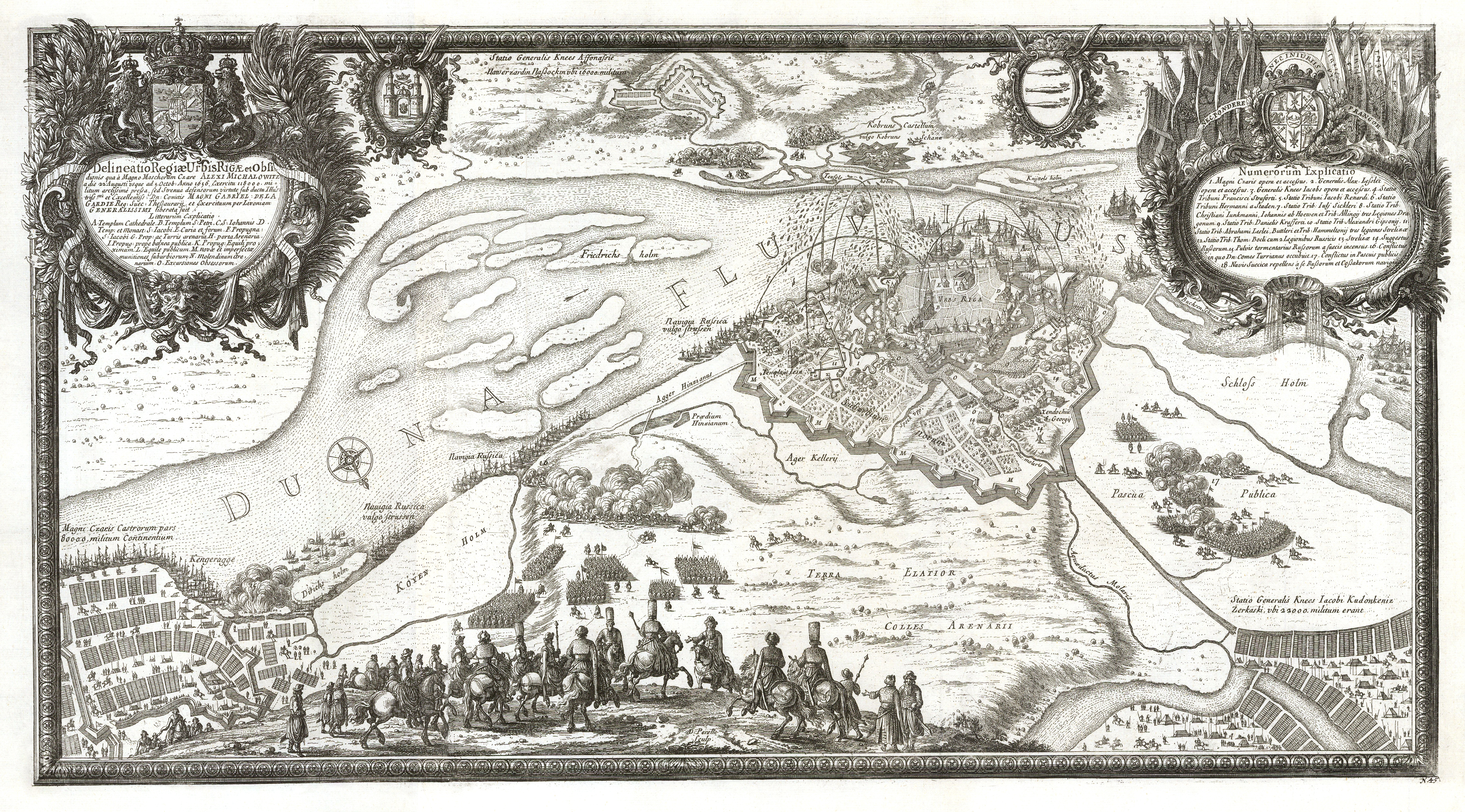
حصار ريغا في 1656 خلال الحرب الروسية السويدية (1656-1658)

الحرب الروسية السويدية خيضت بين روسيا والسويد بين عامي 1656-1658 كمسرح لحرب الشمال الثانية. اندلعت خلال وقفة للحرب الروسية البولندية المتزامنة (1654–1667) إثر هدنة فيلنيوس. رغم النجاحات الأولية، فشل أليكس الأول قيصر روسيا في هدفه الرئيسي بإعادة النظر في معاهدة ستولبوفو، التي كانت قد جردت روسيا القيصرية من ساحل بحر البلطيق في ختام الحرب الإنغرية.